# Lulo

Zona fronteiriça árabe-bizantina

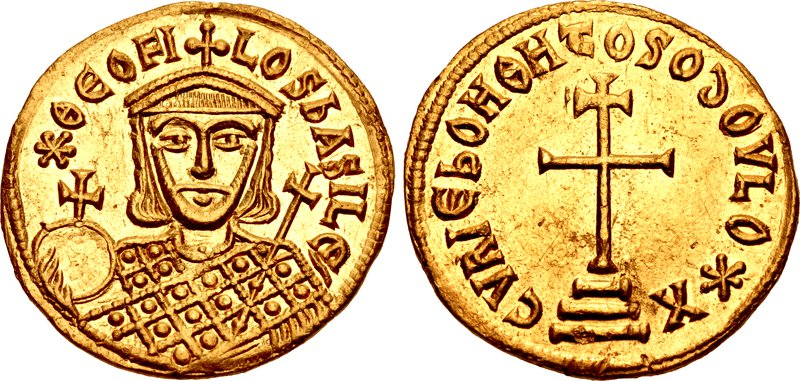
Soldo do imperador bizantino Teófilo r.

Lúlo ou Lulo (em grego: Λούλον; romaniz.: Loúlon), em árabe conhecida como Lu'lu'a (لولوة‎), foi uma fortaleza atualmente localizada alguns quilômetros a nordeste da moderna aldeia de Hasangazi, no sul da província de Niğde da Turquia. O sítio foi de importância estratégica, pois controlava a saída norte das Portas da Cilícia, os principais passos montanhosos que davam acesso ao interior da Ásia Menor pela Cilícia, bem como as importantes reservas minerais da região, que foram por séculos utilizadas para cunhagem de moedas e produção de armamentos.
Nos séculos VIII-IX, Lulo esteve localizada na zona fronteiriça entre o Império Bizantino e o Califado Árabe e desempenhou um proeminente papel nas guerras bizantino-árabes do período, mudando de mãos várias vezes. Permaneceu definitivamente sob controle bizantino desde do reinado do imperador bizantino Basílio I, o Macedônio (r. 867–886), porém pelo século XII seria perdida para os turcos seljúcidas. Brevemente pertenceu ao Reino Armênio da Cilícia, voltando novamente para controle seljúcida sob o sultão seljúcida Caicaus I (r. 1211–1220). Depois foi dominada pelo Ilcanato e posteriormente pelo Império Otomano.

## Localização
O estudioso escocês W. M. Ramsay identificou a fortaleza com uma fortaleza situada 300 metros acima de uma colina a oeste da moderna vila de Porsuk, no vale de Çakit, mas estudioso modernos identificam-a com o cume rochoso a 2 100 metros de altitude situado ao norte de Porsuk, entre as vilas modernas de Çanakçi e Gedelli. A identificação é apoiada por ruínas de muros compreendendo uma área de 40 x 60 metros e traços de quarteis e cisternas no topo da colina datando os séculos IX-XII, bem como por uma vista desobistruída do Monte Hasan, que é comumente associado o Monte Argeu, o segundo na linha de sinais luminosos que ligou Lulo à capital bizantina Constantinopla.

## História

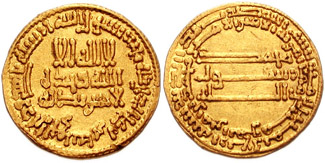
Dirrã do califa Harune Arraxide r.

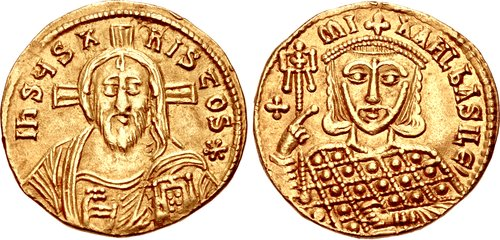
Soldo do imperador r.

Lulo parece ter sido povoada por cidadãos da cidade vizinha de Faustinópolis (originalmente chamada Halala), que foi aparentemente abandonada durante os primeiros ataques muçulmanos na Ásia Menor. Ramsay e outros escritores assumem que o nome medieval "Lulo" reflita ao nome mais antigo de Faustinópolis, mas estudiosos mais recentes atribuem sua origem ao nome hitita "Lolas", que fora utilizado para as cadeias montanhosas locais. Lulo foi um dos muitos fortes situados em ambos os lados da cordilheira Tauro-Antitauro, junto aos quais fronteira entre o Império Bizantino e Califado Árabe percorreu, mas foi de particular importância durante as prolongadas guerras bizantino-árabes, por controlar a saída norte das Portas da Cilícia e a principal rota que conectou a cidade bizantina de Tiana com a cidade de Tarso na Cilícia, à época sob controle árabe. Além disso, serviu para guardar as minas da região, que eram exploradas para a cunhagem de moedas e a produção de armas.
Entre os escritores bizantinos, Lola foi particularmente notada como a mais setentrional de uma linha de nove balizas que estenderam-se pela Ásia Menor e retransmitiam mensagem da fronteira para Constantinopla. O sistema foi dividido por Leão, o Matemático sob o imperador bizantino Teófilo (r. 829–842): dois relógios idênticos foram instalados em Lulo e no farol do Grande Palácio de Constantinopla, e mensagens enviada a cada 12 horas correspondiam a uma mensagem específica. As fontes bizantinas relatam que Miguel III, o Ébrio (r. 842–867) descontinuou o sistema por uma razão frívola, mas isso é provavelmente um conto inventado por escritores posteriores simpáticos à reinante dinastia macedônica para denegri-lo. Autores árabes conheciam a fortaleza como Lu'lu'a, mas é também identificada por estudiosos modernos pelo nome árabe Hisn al-Saqaliba, a "fortaleza dos escravos", possivelmente em referência à guarnição de escravos - frequentemente desertores dos postos bizantinos - instalados ali pelos califas.

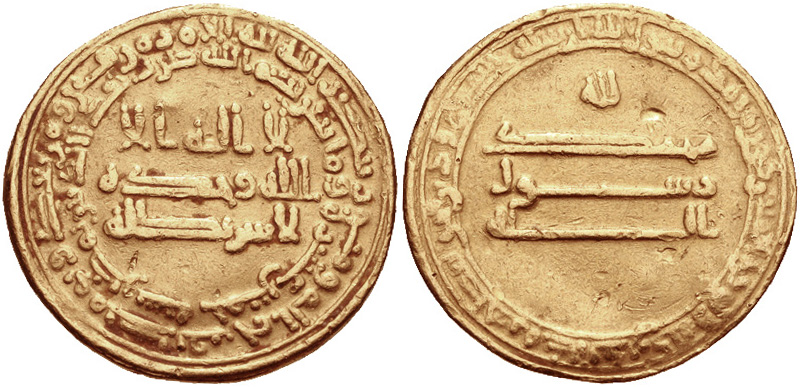
Dinar de ouro do califa Almamune r.

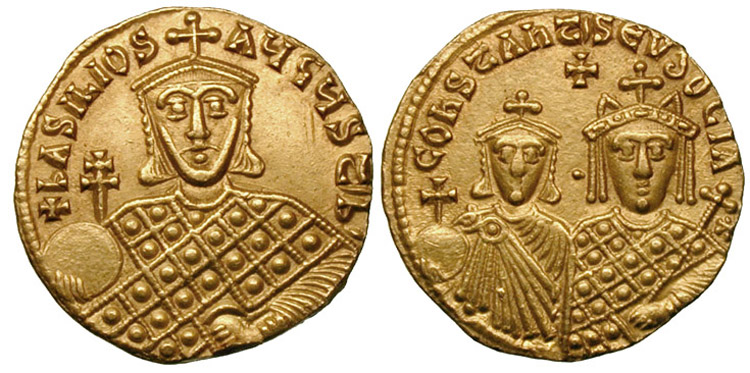
Soldo do imperador r.

Segundo os historiadores árabes, Lulo foi capturada pelo califa abássida Harune Arraxide (r. 785–809). A data fornecida é 805, mas como Ramsay relata, o fato de que após 782 - antes do início do reinado de Harune - os árabes tinham sido capazes de cruzar as Portas da Cilícia à vontade cria a possibilidade de que a fortaleza já tivesse sido capturada por eles. A fortaleza foi recuperada pelos bizantinos em algum momento após 811, mas em setembro de 832, sua guarnição rendeu-se ao califa Almamune (r. 813–833) após um cerco prolongado. No final de 859, o imperador Miguel III tentou subornar a guarnição do forte, deixada sem pagamento pelo califa, para que rendessem-o ao império. A guarnição estava inicialmente receptiva, mas quando o imperador enviou um de seus oficiais para tomar controle em março de 860, ele foi levado prisioneiro e entregue ao califa. Não foi até 878, sob o imperador Basílio I, o Macedônio (r. 867–886), que Lulo definitivamente foi retomada pelos bizantinos, quando mais uma vez a guarnição foi deixada sem pagamento, uma vez que o governador de Tarso, Urcuz , desviou o dinheiro reunido para o salário deles. Ela permaneceu doravante em mãos bizantinos até a Ásia Menor ser invadida pelos turcos seljúcidas.
Entre 1216 e 1218, o sultão seljúcida Caicaus I (r. 1211–1220) capturou a cidade do Reino Armênio da Cilícia. Os seljúcidas fortaleceram suas fortificações e fizeram-na uma importante estação na estrada entre Sis e Cesareia Mázaca. Devido aos ricos depósitos de prata da região, a cidade tornar-se-ia um importante centro de cunhagem na segunda metade do século XIII. Tanto o Sultanato de Rum como o Ilcanato cunharam moedas de prata na cidade sob o nome Lu'lu'a. A fortaleza também desempenhou um importante papel nos conflitos entre o Império Otomano e o Sultanato Mameluco do Cairo no final do século XV, quando a fronteira entre os dois impérios corria ao longo dos Montes Tauro, paralela àquela árabe-bizantina: Lulo serviu como um entreposto avançado otomano, e a fortaleza de Guleque (Gülek) serviu como um avançado entreposto mameluco do outro lado da fronteira.